# أولاد عيسى (إقليم الجديدة)
أولاد عيسى هي جماعة محلية قروية في الواجهة الغربية من المغرب. تنتمي هذه الجماعة لإقليم الجديدة الساحلي جنوبي الدار البيضاء. تضم هذه الجماعة 23.370 نسمة (إحصاء 2014). يبعد مركز الجماعة -المسمى أحد أولاد عيسى- عن مدينة الجديدة بحوالي 40 كلم وعن مدينة الدار البيضاء بحوالي 150 كلم. ينعقد بمركز الجماعة سوق أسبوعي كل يوم أحد.

## التعليم
يوجد بهذه الجماعة عدة مدارس ابتدائية عمومية.
كما يوجد بها ثانوية إعدادية بقرية (مركز) أحد أولاد عيسى: الثانوية الإعدادية وادي الذهب. وبذات المركز، توجد إقامة للتلميذات: دار الطالبة أولاد عيسى.

## الصحة
يوجد بمركز أحد أولاد عيسى صيدليات خاصة، وعيادة طبية خاصة ومركز صحي عمومي صغير. وتتوفر أيضا الجماعة على سيارة إسعاف عمومية. لكن الخدمات الصحية بالجماعة تبقى دون المستوى الأدنى المقبول من حيث الجودة أو الوفرة.

## البيئة
هناك أطراف من تراب هذه الجماعة قريبة نسبيا من ميناء الجرف الأصفر حيث تتواجد وحدات صناعية ملوثة. وبالتالي فهناك تأثر لهذه المناطق بالتلوث.
فيما بين جماعتي أولاد عيسى و سيدي عابد توجد المحمية الطبيعية البحيرة الشاطئية سيدي موسى. وتوجد بنفس الجماعة أيضا مملحات سيدي مبارك وجزء من مرجة الحطبة - أولاد سالم. تحتاج هذه المناطق الرطبة لإعادة التأهيل البيئي: تشجير الحزام البيئي، تفعيل الحماية ضد القنص، تأطير جميع الأنشطة البشرية العشوائية ذات التأثير البيئي، وتفعيل منع الأنشطة المضرة بهذه الأماكن كالتخييم العشوائي المكثف والمهرجانات ورمي النفايات وجرف الرمال، مع خلق بدائل مستدامة للسكان المحليين.

## السياحة
بالإضافة لمؤهلات أخرى، توجد بجماعة أولاد عيسى العديد من البنايات التراثية من نوع تازوطا. وبدأ الناس مؤخرا يهتمون بالتازوطات قصد استغلالها في السياحة المجالية والثقافية.